# Hatofull
『hatofull』（ハトフル）は、cluppo1枚目のEP。2022年3月9日にポニーキャニオンから発売された。

## 概要
BAND-MAIDのメンバーとして活動している小鳩ミクのソロプロジェクト「cluppo」初のアルバム作品であり、全国流通盤のリリースも初となる。
シングルとしてリリースされていた「PEACE&LOVE」、「Flapping wings」、2月23日に先行配信された「POGO!」を含む全6曲を収録。
ケースは紙ジャケット仕様となっている。

## 収録内容
| 全作詞: cluppo、全作曲・編曲: Crow。 |                    |        |            |      |
| #                                    | タイトル           | 作詞   | 作曲・編曲 | 時間 |
| 1.                                   | 「PEACE&LOVE」     | cluppo | Crow       | 3:10 |
| 2.                                   | 「POGO!」          | cluppo | Crow       | 2:59 |
| 3.                                   | 「Flapping wings」 | cluppo | Crow       | 4:11 |
| 4.                                   | 「ふわふわ」       | cluppo | Crow       | 3:25 |
| 5.                                   | 「voice」          | cluppo | Crow       | 3:25 |
| 6.                                   | 「スーパースター」 | cluppo | Crow       | 4:18 |
| 合計時間:                            | 合計時間:          | 21:28  |            |      |